# Skwer Rabina Akivy Egera w Poznaniu
Skwer Rabina Akivy Egera – obszar zieleni miejskiej zlokalizowany w Poznaniu, teren znajdujący się przed dawną Nową Synagogą, w rejonie ulic: Wronieckiej, Stawnej i Małe Garbary (arkusz: 6, działki 45/1 i 46/1), na Starym Mieście, na osiedlu samorządowym Stare Miasto. Nazwa skweru, nadana 8 kwietnia 2008, upamiętnia Akivę Egera – wieloletniego rabina poznańskiej gminy żydowskiej, nierozerwalnie związanego z miastem humanistę, filantropa, nie ograniczającego swej aktywności tylko do wyznawców judaizmu.
Z inicjatywą nadania nazwy zwrócił się Związek Gmin Wyznaniowych Żydowskich w RP, Filia Poznań. W uroczystości nadania nazwy uczestniczyli Samuel i Joshua Halpernowie, potomkowie rabina oraz Michael Schudrich, naczelny rabin Polski. Na skwerze posadzono tulipany odmiany Irena Sendlerowa, wyhodowane przez Jana Ligtharta. W ramach skweru wyeksponowano pozostałości Bramy Wronieckiej.